# Тевмесська лисиця
Тевмесська лисиця (дав.-гр. ἀλώπηξ Τευμησσοῦ) — персонаж давньогрецької міфології. Жахлива лисиця, яка нападала на жителів Беотії. Виросла для вбивства фіванців по гніву Діоніса. Було визначено долею, що ніхто не зможе її наздогнати. Щомісяця фіванці віддавали одного з юнаків лисиці на поживу. Кефал на прохання Амфітріона випустив проти лисиці собаку, від якої ніхто не міг втекти. Зевс перетворив обох у камінь. Ймовірно, історія викладалася в поемі «Епігони».
Згідно з раціоналістичним тлумаченням, чоловік на прізвисько Лис захопив Тевмесський пагорб, його вбив Кефал, що і відображено в міфі.